# 詹姆斯·羅里默
詹姆斯·喬瑟夫·羅里默（1905年9月7日—1966年5月11日），美國博物館館長，曾擔任大都會藝術博物館館長。他是支撐修道院博物館背後的力量，該博物館致力於中世紀歐洲的藝術和建築。二戰期間，羅里默服役於美國陸軍的紀念碑、美術和檔案科，負責保護文化遺址並追回被盜藝術品。

## 個人生活
1942年，羅里默與凱瑟琳·塞雷爾（Katherine Serrell）結婚。他們有兩個孩子：安妮（Anne）和路易斯。
1966年5月11日，羅里默因心臟病發作而在睡夢中去世。

## 流行文化形象
在2014年電影《大尋寶家》中由麥特·戴蒙飾演羅里默。

## 外部連結
- PBS (WNET, New York): "The Rape of Europa." （页面存档备份，存于） November 24, 2008.
- The James J. Rorimer Papers, 1927-1966 （页面存档备份，存于） from The Cloisters Library and Archives
- James J. Rorimer Records （页面存档备份，存于） at The Metropolitan Museum of Art Archives
- James J. Rorimer Papers （页面存档备份，存于） at the Smithsonian Archives of American Art
- World War II “Monuments Men” Archival Collections at the Archives of American Art （页面存档备份，存于） - online exhibition, includes digitized items from Rorimer's papers